# Canton de Vinay
Le canton de Vinay est une ancienne division administrative française située dans le département de l'Isère et la région Rhône-Alpes.

## Géographie
Ce canton était organisé autour de Vinay dans l'arrondissement de Grenoble. Son altitude variait de 166 m (Cognin-les-Gorges) à 1 536 m (Saint-Gervais) pour une altitude moyenne de 380 m.

## Histoire
- De 1833 à 1848, les cantons de Tullins et de Vinay avaient le même conseiller général. Le nombre de conseillers généraux était limité à 30 par département[1].

## Représentation

### Conseillers d'arrondissement (de 1833 à 1940)
Le canton de Vinay appartenait à l'arrondissement de Saint-Marcellin jusqu'à sa disparition en 1926.
| Période                                  | Période | Identité                 | Étiquette               | Qualité |
| ---------------------------------------- | ------- | ------------------------ | ----------------------- | --- |
| 1833                                     | 1842    | M. Blanchet              |                         | Négociant, maire de Saint-Gervais                                                                           |
| 1842                                     | 1848    | M. Bouvier de Fontanille |                         | Propriétaire à Vinay                                                                                        |
|                                          |         |                          |                         | |
|                                          | 1937    | Jules Marchand           | SFIO                    | Propriétaire, maire de L'Albenc                                                                             |
| 1937                                     | 1940    | M. Arnaud                | Républicain indépendant | |
| 1940                                     |         |                          |                         | Les conseils d'arrondissement ont été suspendus par la loi du 12 octobre 1940 et n'ont jamais été réactivés |
| Les données manquantes sont à compléter. |         |                          |                         | |

### Conseillers généraux de 1833 à 2015
| Période      | Période          | Identité                         | Étiquette              | Qualité                                                                             |
| ------------ | ---------------- | -------------------------------- | ---------------------- | ----------------------------------------------------------------------------------- |
| 1833         | 1842             | Auguste Roux de Bézieux          |                        | Propriétaire, maire de Cognin                                                       |
| 1842         | 1848             | Étienne Augustin Charmeil        |                        | Président de chambre honoraire à la Cour Impériale de Grenoble, domicilié à Tullins |
| 1848         | 1852             | Théodore Corréard                |                        | Propriétaire, maire de Vinay                                                        |
| 1852         | 1871             | Auguste Roux de Bézieux          |                        | Propriétaire, maire de Cognin                                                       |
| 1871         | 1875 (décès)     | Gabriel Jail                     |                        | Propriétaire à Vinay                                                                |
| 1875         | 1883             | Pierre Joseph Moyroud            | Républicain            | Fabricant de soieries Maire de Vinay                                                |
| 1883         | 1886 (décès)     | Félicien Alexandre Désiré Sorrel | Républicain            | Ancien notaire et commissaire-priseur, propriétaire à Grenoble                      |
| 1886         | 1892             | Jean Chevallier                  | Républicain            | Conseiller municipal de Vinay                                                       |
| 1892         | 1923 (décès)     | Jean-Joseph Mérit                | Rad.                   | Propriétaire à Rovon, maire de Vinay                                                |
| 1923         | 1924 (démission) | Louis Moyet                      | Républicain            | Président du Tribunal civil de Lyon                                                 |
| 1924         | 1933 (décès)     | Cyprien Jullin                   | Rad.                   | Maire de Vinay (1929-1933)                                                          |
| 1933         | 1940             | François Jolivet                 | Rad.                   | Maire de Vinay (1933-1941)                                                          |
|              |                  |                                  |                        |                                                                                     |
| 1943         | 1945             | Paul Detroyat (1903-1988)        | ?                      | Cultivateur Maire de Vinay (1941-1944) Nommé conseiller départemental en 1943       |
|              |                  |                                  |                        |                                                                                     |
| 1945         | 1966 (décès)     | Paul Martinais (1899-1966)       | SFIO                   | Agriculteur à Bouchetière - Maire de Vinay                                          |
| 12 juin 1966 | 1992             | Marcel Carlin (1911-2003)        | DVG puis DVD           | Ingénieur des Arts et Métiers Maire de Vinay                                        |
| 1992         | 1998             | Bernard Quercy                   | RPR                    | Chef d'entreprise Maire de L'Albenc                                                 |
| 1998         | 2015             | Jean-Claude Coux                 | DVG puis Apparenté PCF | Entrepreneur Maire de Vinay (1982-2008)                                             |

## Composition
Le canton de Vinay groupait onze communes et comptait 7 575 habitants (recensement de 1999 sans doubles comptes).
| Nom                   | Code Insee | Intercommunalité                            | Superficie (km2) | Population (dernière pop. légale) | Densité (hab./km2) |
| --------------------- | ---------- | ------------------------------------------- | ---------------- | --------------------------------- | ------------------ |
| L'Albenc              | 38004      | CC Saint-Marcellin Vercors Isère Communauté | 9,86             | 1 149 (2014)                      | 117                |
| Chantesse             | 38074      | CC Saint-Marcellin Vercors Isère Communauté | 5,83             | 317 (2014)                        | 54                 |
| Chasselay             | 38086      | CC Saint-Marcellin Vercors Isère Communauté | 9,45             | 421 (2014)                        | 45                 |
| Cognin-les-Gorges     | 38117      | CC Saint-Marcellin Vercors Isère Communauté | 12,52            | 642 (2014)                        | 51                 |
| Malleval-en-Vercors   | 38216      | CC Saint-Marcellin Vercors Isère Communauté | 14,10            | 52 (2014)                         | 3,7                |
| Serre-Nerpol          | 38275      | CC Saint-Marcellin Vercors Isère Communauté | 13,16            | 293 (2014)                        | 22                 |
| Notre-Dame-de-l'Osier | 38278      | CC Saint-Marcellin Vercors Isère Communauté | 8,38             | 470 (2014)                        | 56                 |
| Rovon                 | 38345      | CC Saint-Marcellin Vercors Isère Communauté | 11,82            | 604 (2014)                        | 51                 |
| Saint-Gervais         | 38390      | CC Saint-Marcellin Vercors Isère Communauté | 13,15            | 558 (2014)                        | 42                 |
| Varacieux             | 38523      | CC Saint-Marcellin Vercors Isère Communauté | 18,48            | 877 (2014)                        | 47                 |
| Vinay                 | 38559      | CC Saint-Marcellin Vercors Isère Communauté | 16,01            | 4 131 (2014)                      | 258                |

## Démographie
| 1975  | 1982  | 1990  | 1999  | 2006  | 2011  | 2012  |
| ----- | ----- | ----- | ----- | ----- | ----- | ----- |
| 6 365 | 6 930 | 7 404 | 7 925 | 8 862 | 9 403 | 9 327 |